# Классика Морбиана
Классика Морбиана (фр. La Classique Morbihan) — шоссейная однодневная велогонка, проходящая по территории Франции с 2015 года.

## История
Гонка была создана в 2015 году и сразу стала проводиться в рамках Женского мирового шоссейного календаря UCI. Первые два года (2015 и 2016) также входила в календарь женского Кубка Франции.
В 2020 году гонка была отменена из-за пандемии COVID-19.
Маршрут гонки проходит в департаменте Морбиан между коммунами Жослен и Гран-Шан. Протяжённость дистанции составляет от 100 до 110 км.
Гонка проводится накануне Гран-при Морбиана.

## Призёры
| Год  | Победитель          | Второй           | Третий                 |          |
| ---- | ------------------- | ---------------- | ---------------------- | -------- |
| 2015 | Хлоя Хоскинг        | Паскаль Жёлан    | Эйдер Меринос Кортасар |          |
| 2016 | Кристине Маерус     | Элиза Дельзенн   | Амели Риват            |          |
| 2017 | Эшли Молман         | Алёна Омелюсик   | Сесилие Уттруп Лудвиг  |          |
| 2018 | Эшли Молман         | Раса Лелейвите   | Алисия Гонсалес        |          |
| 2019 | Кристине Маерус     | Софи Де Вёйст    | Татьяна Гудерцо        |          |
| 2020 | отменено            | отменено         | отменено               | отменено |
| 2021 | София Бертиццоло    | Валентина Фортин | Кьяра Консонни         |          |
| 2022 | Антри Кристофору    | Корали Деме      | Фемке Маркус           |          |
| 2023 | Гайя Масетти        | Алессия Виджилиа | София Бертиццоло       |          |
| 2024 | Элеонора Гаспаррини | Марта Лах        | Жад Вьель              |          |
| 2025 | Элине Янсен         | Амбер Крак       | Giada Borghesi         |          |